# The Fable of the Back-Trackers from the Hot Sidewalks
The Fable of the Back-Trackers from the Hot Sidewalks è un cortometraggio muto del 1917 diretto da Lee Metford.
Il soggetto è tratto da una storia dello scrittore George Ade.

## Produzione
Il film fu prodotto dalla Essanay Film Manufacturing Company.

## Distribuzione
Il film uscì nelle sale cinematografiche USA il 24 novembre 1917.